# Perz psi
Perz psi (Elymus caninus (L.) L.) – gatunek byliny z rodziny wiechlinowatych. Występuje w Eurazji na obszarze od Portugalii, Wysp Brytyjskich i Islandii po Himalaje, zachodnie Chiny i wschodnią Syberię. W Polsce rozpowszechniony, choć częsty tylko na południowym wschodzie.

## Morfologia

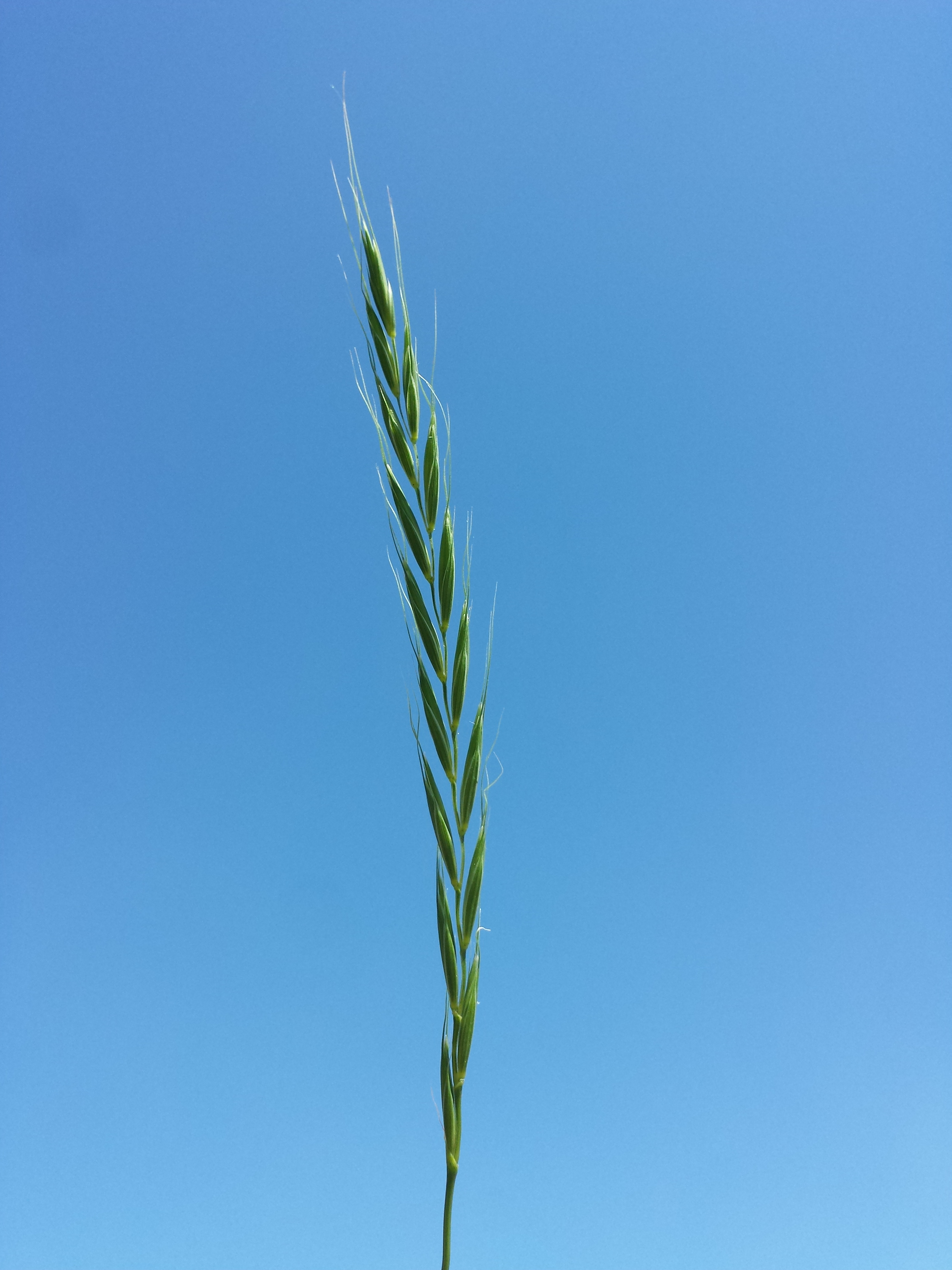
Kwiatostan

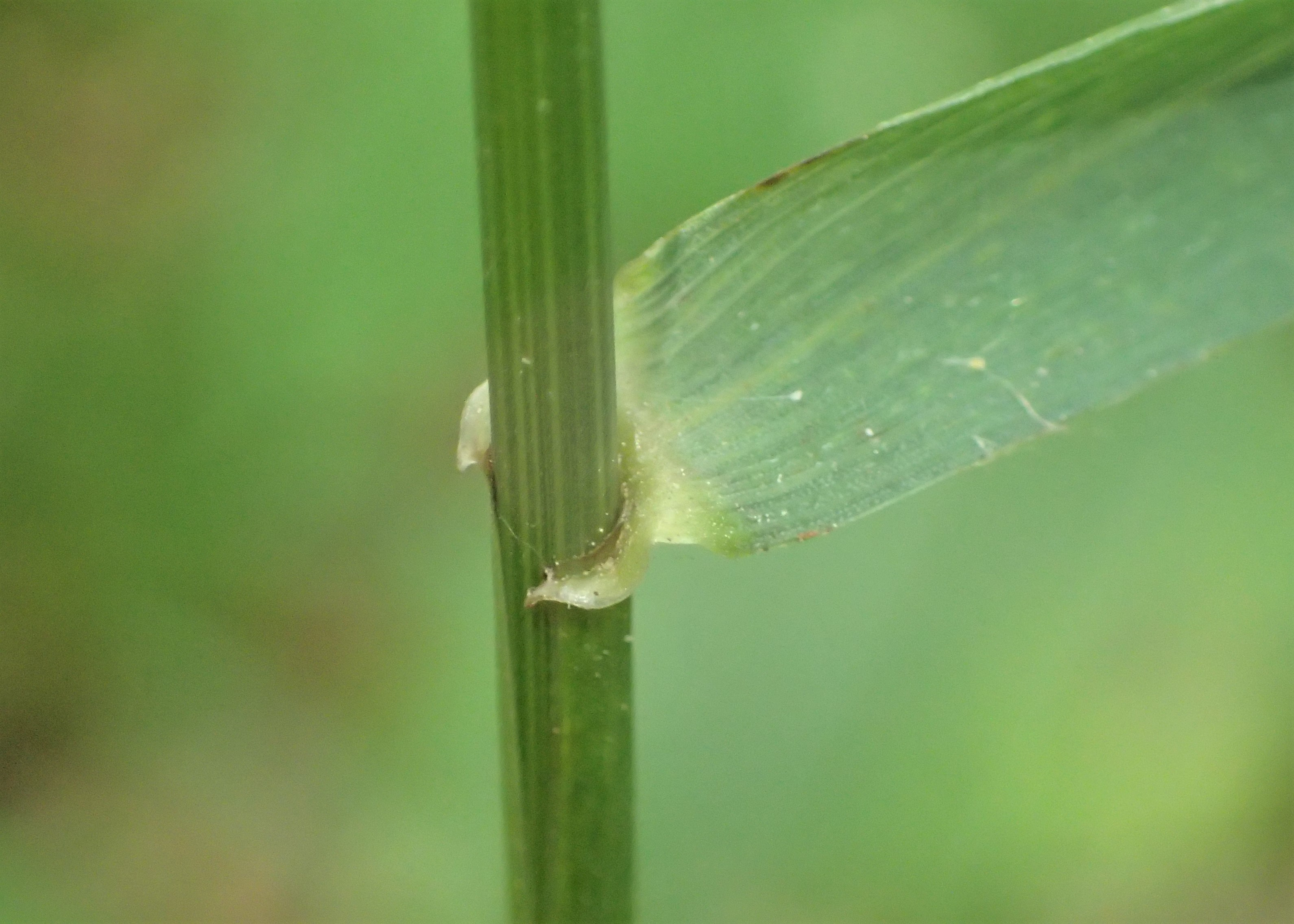
Nasada liścia

PokrójTrawa kępkowa.
ŁodygaŹdźbło do 150 cm wysokości.
LiścieBlaszka liściowa szorstka z obu stron.
KwiatyZebrane w 3-6-kwiatowe kłoski, te z kolei zebrane w przewieszony, fiołkowo nabiegły kłos długości około 20 cm. Plewa 3-5-nerwowa, oścista. Plewka dolna oścista, długości 10 mm, z ością długości plewki.

## Biologia i ekologia
Bylina, hemikryptofit. Rośnie w lasach liściastych i zaroślach. Kwitnie w czerwcu i lipcu. Liczba chromosomów 2n = 28.